# Drosophila nitidapex
Drosophila nitidapex är en tvåvingeart som beskrevs av Jacques-Marie-Frangile Bigot 1892. Drosophila nitidapex ingår i släktet Drosophila och familjen daggflugor.
Artens utbredningsområde är Kanarieöarna.